# Spørring Kirke
Spørring Kirke ligger i Spørring Sogn i det tidligere Vester Lisbjerg Herred (Århus Amt), beliggende 18 km nord for Aarhus. Kirken var i middelalderen viet til Vor Frue. Apsis, kor og skib er opført i romansk tid af granitkvadre over skråkantsokkel. Begge døre er bevaret, norddøren står som indvendig niche med bjælkeoverligger og syddøren er stadig i brug med to par søjler. Det inderste par blev fornyet i 1955, da man fandt de oprindelige baser på en gård i nabolaget. I sengotisk tid omkring 1500 opførtes våbenhuset og tårnet af munkesten. Tårnets overdel er fra 1935 udført under Marcus Fritz. Kirken blev istandsat i 1955.
Apsis har profilgesims. I muren ses et cirkelrundt romansk vindue og to skakbrætsten. Den øverste sten har 11 vandrette og 11 lodrette rækker, og hele mønstret er omgivet af en ramme. Den nederste sten har 8 vandrette og 8 lodrette rækket, og skaktavlmønstret er forhøjet.
Korbuen er omdannet i forbindelse med, at kirken fik indbygget stjernehvælv i sengotisk tid. Ved istandsættelsen i 1955 afdækkedes de kalkmalede udsmykninger af hvælvene. Her ses bisp Niels Clausen Skades våben, fablen om ræven og gæssene, to enhjørninger omkring Livets træ samt dekorativ udsmykning. Altertavlen er en sengotisk fløjaltertavle med figurer. I midten ses Marias himmelkroning, i fløjene ses apostle og helgeninder. Prædikestolen er fra omkring 1700.
Den romanske døbefont af granit har omløbende rundstav under mundingsranden og firkantet fod med hjørnehoveder og relieffer, som er ret slidte.

## Galleri
- Skibet set mod øst
- Altertavlen
- Døbefont
- Sydportal
- Hvælving med enhjørninger og livets træ.
- Apsis set fra øst
- Apsis med skaktavlkvader under gesims
- Skaktavlkvader over sokkel på apsis